# Presidente del Sistema de la Reserva Federal
El Presidente de la Junta de Gobernadores del Sistema de la Reserva Federal es el jefe del sistema de bancos centrales de los Estados Unidos. La posición es conocida coloquialmente en inglés como «Chair of the Fed» o «Fed Chair». El presidente es el «director ejecutivo activo» de la Junta de Gobernadores del Sistema de la Reserva Federal.
Es elegido por el presidente de los Estados Unidos de entre los miembros de la Junta de Gobernadores y tiene un mandato de cuatro años tras su designación. Puede ser reelegido por consecutivos mandatos adicionales de cuatro años sin límite. William Martin fue el presidente que más años ha estado en el cargo, desde 1951 a 1970.
El presidente actual es Jerome Powell, que juró el cargo el 5 de febrero de 2018. Fue nominado el 2 de noviembre de 2017 por el presidente Donald Trump y posteriormente fue confirmado por el Senado de los Estados Unidos.

## Reorganización de 1935
La sección 203 del Banking Act of 1935 modificó el nombre de la «Junta de la Reserva Federal» a «Junta de Gobernadores del Sistema de la Reserva Federal». Los sueldos de los directores eran significativamente más bajos (unos $12 000 al ser elegidos en 1914) y sus mandatos eran mucho más cortos hasta 1935. En efecto, los miembros de la Junta de la Reserva Federal de Washington D. C., tenían menos poder que los presidentes de los Bancos de la Reserva Federal regionales con anterioridad a 1935.

## Proceso de elección
Según la Banking Act of 1935, el presidente de los Estados Unidos designa los siete miembros de la Junta de Gobernadores, que posteriormente tienen que ser confirmados por el Senado por un mandato de cuatro años.
Los nominados para presidente y vicepresidente pueden ser elegidos por el presidente de los Estados Unidos de entre los gobernadores en el cargo por un mandato de cuatro años. Dicha nominación también debe ser confirmada posteriormente por el Senado. El comité del Senado responsable de vetar el presidente nominado en reserva de la Fed es el Comité de finanzas del Senado de los Estados Unidos.
Por ley, el presidente debe rendir cuentas dos veces al año ante el Congreso sobre los objetivos de política monetaria de la Reserva Federal. También debe testificar ante el Congreso sobre numerosos otros asuntos y se reúne periódicamente con el Secretario del Tesoro.

## Conflictos de interés
La ley aplicable al presidente y los miembros de la junta establece que:
| Ningún miembro de la Junta de Gobernadores del Sistema de la Reserva Federal será un funcionario o director de ningún banco, institución bancaria, compañía fiduciaria o banco de la Reserva Federal ni tendrá acciones en ningún banco, institución bancaria o compañía fiduciaria; y antes de entrar en sus funciones como miembro de la Junta de Gobernadores del Sistema de la Reserva Federal, deberá certificar bajo juramento que ha cumplido con este requisito, y dicha certificación se presentará ante el secretario de la Junta.[14] |

## Presidentes del Sistema de la Reserva Federal
A continuación se listan los presidentes del Consejo de Gobierno del Sistema de la Reserva Federal. El mandato es de cuatro años renovables sin límite. A fecha de 2022 ha habido un total de dieciséis presidentes (en inglés: Fed Chairs).
| N.º | Nombre (Nacimiento–Muerte)        | Retrato | Mandato                  | Mandato                  | Presidente de los Estados Unidos (Mandato)                                                                             |
| N.º | Nombre (Nacimiento–Muerte)        | Retrato | Comienzo                 | Finalización             | Presidente de los Estados Unidos (Mandato)                                                                             |
| --- | --------------------------------- | ------- | ------------------------ | ------------------------ | --- |
| 1   | Charles Sumner Hamlin (1861–1938) |         | 10 de agosto de 1914     | 10 de agosto de 1916     | Woodrow Wilson (1913–1921)                                                                                             |
| 2   | William P. G. Harding (1864–1930) |         | 10 de agosto de 1916     | 9 de agosto de 1922      | Woodrow Wilson (1913–1921)                                                                                             |
| 3   | Daniel R. Crissinger (1860–1942)  |         | 1 de mayo de 1923        | 15 de septiembre de 1927 | Warren G. Harding (1921–1923)                                                                                          |
| 4   | Roy A. Young (1882–1960)          |         | 4 de octubre de 1927     | 31 de agosto de 1930     | Calvin Coolidge (1923–1929)                                                                                            |
| 5   | Eugene Meyer (1875–1959)          |         | 16 de septiembre de 1930 | 10 de mayo de 1933       | Herbert Hoover (1929–1933)                                                                                             |
| 6   | Eugene Robert Black (1873–1934)   |         | 19 de mayo de 1933       | 15 de agosto de 1934     | Franklin D. Roosevelt (1933–1945)                                                                                      |
| 7   | Marriner S. Eccles (1890–1977)    |         | 15 de noviembre de 1934  | 3 de febrero de 1948     | Franklin D. Roosevelt (1933–1945)                                                                                      |
| 8   | Thomas B. McCabe (1893–1982)      |         | 15 de abril de 1948      | 2 de abril de 1951       | Harry S. Truman (1945–1953) Dwight D. Eisenhower (1953–1961) John F. Kennedy (1961–1963) Lyndon B. Johnson (1963–1969) |
| 9   | William M. Martin (1906–1998)     |         | 2 de abril de 1951       | 1 de febrero de 1970     | Harry S. Truman (1945–1953) Dwight D. Eisenhower (1953–1961) John F. Kennedy (1961–1963) Lyndon B. Johnson (1963–1969) |
| 10  | Arthur F. Burns (1904–1987)       |         | 1 de febrero de 1970     | 31 de enero de 1978      | Richard Nixon (1969–1974) Gerald Ford (1974–1977)                                                                      |
| 11  | G. William Miller (1925–2006)     |         | 8 de marzo de 1978       | 6 de agosto de 1979      | Jimmy Carter (1977–1981) Ronald Reagan (1981–1987)                                                                     |
| 12  | Paul Volcker (1927–2019)          |         | 6 de agosto de 1979      | 11 de agosto de 1987     | Jimmy Carter (1977–1981) Ronald Reagan (1981–1987)                                                                     |
| 13  | Alan Greenspan (1926–)            |         | 11 de agosto de 1987     | 31 de enero de 2006      | Ronald Reagan (1987–1989) George H. W. Bush (1989–1993) Bill Clinton (1993–2001) George W. Bush (2001–2006)            |
| 14  | Ben Bernanke (1953–)              |         | 1 de febrero de 2006     | 31 de enero de 2014      | George W. Bush (2006–2009) Barack Obama (2009–2014)                                                                    |
| 15  | Janet Yellen (1946–)              |         | 1 de febrero de 2014     | 3 de febrero de 2018     | Barack Obama (2014–2017) Donald Trump (2017–2018)                                                                      |
| 16  | Jerome Powell (1953–)             |         | 5 de febrero de 2018     | En el cargo              | Donald Trump (2018–2021; 2025–) Joe Biden (2021–2025)                                                                  |